# 蒙贝利亚尔区
蒙贝利亚尔区（法語：Arrondissement de Montbéliard）是法国杜省所辖的一个区。总面积1255.7平方公里，总人口176144，人口密度140人/平方公里（2018年）。主要城镇为蒙贝利亚尔。

## 辖区
蒙贝利亚尔区辖有168个市镇。